# Jasper County (Indiana)
Jasper County ist ein County im Bundesstaat Indiana der Vereinigten Staaten. Der Verwaltungssitz (County Seat) ist Rensselaer.

## Geographie
Das County liegt im Nordwesten von Indiana, ist im Westen etwa 35 km von Illinois, im Norden etwa 50 km vom Michigansee entfernt und hat eine Fläche von 1454 Quadratkilometern, wovon vier Quadratkilometer Wasserfläche sind. Es grenzt im Uhrzeigersinn an folgende Countys: Porter County, LaPorte County, Starke County, Pulaski County, White County, Benton County, Newton County und Lake County.

## Geschichte
Jasper County wurde am 7. Februar 1835 aus Teilen des Warren County und des White County gebildet. Benannt wurde es nach Sergeant William Jasper, der bei der Schlacht von Savannah getötet wurde.
8 Bauwerke und Stätten des Countys sind im National Register of Historic Places eingetragen (Stand 2. September 2017).

## Demografische Daten

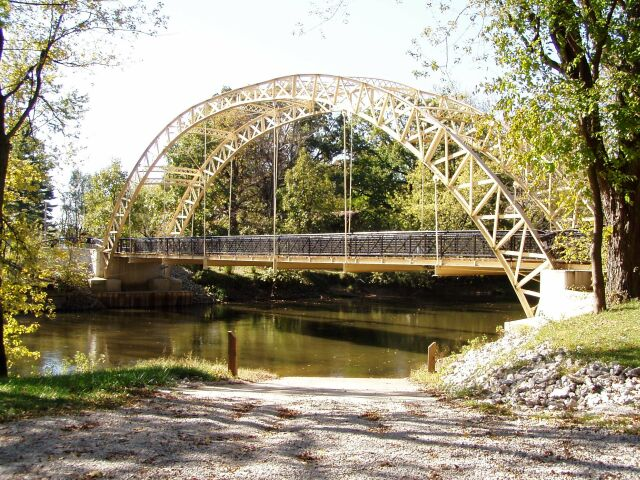
Die Dunns Bridge, nahe Tefft, über den Kankakee River

Nach der Volkszählung im Jahr 2000 lebten im Jasper County 30.043 Menschen in 10.686 Haushalten und 8.217 Familien. Die Bevölkerungsdichte betrug 21 Einwohner pro Quadratkilometer. Ethnisch betrachtet setzte sich die Bevölkerung zusammen aus 97,97 Prozent Weißen, 0,35 Prozent Afroamerikanern, 0,18 Prozent amerikanischen Ureinwohnern, 0,19 Prozent Asiaten und 0,63 Prozent aus anderen ethnischen Gruppen; 0,68 Prozent stammten von zwei oder mehr Ethnien ab. 2,44 Prozent der Bevölkerung waren spanischer oder lateinamerikanischer Abstammung.
Von den 10.686 Haushalten hatten 36,4 Prozent Kinder unter 18 Jahre, die mit ihnen im Haushalt lebten. 65,4 Prozent waren verheiratete, zusammenlebende Paare, 7,7 Prozent waren allein erziehende Mütter und 23,1 Prozent waren keine Familien. 19,9 Prozent waren Singlehaushalte und in 9,3 Prozent lebten Menschen mit 65 Jahren oder darüber. Die Durchschnittshaushaltsgröße betrug 2,72 und die durchschnittliche Familiengröße lag bei 3,13 Personen.
27,4 Prozent der Bevölkerung waren unter 18 Jahre alt, 10,1 Prozent zwischen 18 und 24, 27,7 Prozent zwischen 25 und 44 Jahre. 22,3 Prozent zwischen 45 und 64 und 12,4 Prozent waren 65 Jahre alt oder älter. Das Durchschnittsalter betrug 35 Jahre. Auf 100 weibliche Personen kamen 98,2 männliche Personen. Auf 100 Frauen im Alter von 18 Jahren und darüber kamen 95,4 Männer.
Das jährliche Durchschnittseinkommen eines Haushalts betrug 43.369 USD, das Durchschnittseinkommen der Familien 50.132 USD. Männer hatten ein Durchschnittseinkommen von 38.544 USD, Frauen 22.191 USD. Das Prokopfeinkommen betrug 19.012 USD. 4,6 Prozent der Familien und 6,7 Prozent der Bevölkerung lebten unterhalb der Armutsgrenze.

## Orte im County
- Aix
- Asphaltum
- Baileys Corner
- Collegeville
- Deer Park
- DeMotte
- Dunns Bridge
- Egypt
- Fair Oaks
- Forest City
- Fountain Park
- Gifford
- Kersey
- Kniman
- McCoysburg
- Newland
- Parr
- Pleasant Ridge
- Remington
- Rensselaer
- Roselawn
- Stoutsburg
- Surrey
- Tefft
- Virgie
- Wheatfield

Townships
- Barkley Township
- Carpenter Township
- Gillam Township
- Hanging Grove Township
- Jordan Township
- Kankakee Township
- Keener Township
- Marion Township
- Milroy Township
- Newton Township
- Union Township
- Walker Township
- Wheatfield Township